# Rhynchomitra cubanensis
Rhynchomitra cubanensis är en insektsart som först beskrevs av Melichar 1912.  Rhynchomitra cubanensis ingår i släktet Rhynchomitra och familjen Dictyopharidae. Inga underarter finns listade i Catalogue of Life.